# 日本とガンビアの関係
日本とガンビアの関係（英語: Japan–Gambia relations） では、日本とガンビアの関係について概説する。地理的に遠く、歴史的にも接点は少ない。しかし日本はアフリカ開発会議を主催しており、それを通して間接的な交流は強まりつつある。

## 両国の比較
|             | ガンビア                   | 日本                           | 両国の差                 |
| ----------- | -------------------------- | ------------------------------ | ------------------------ |
| 人口        | 234万7706人（2019年）      | 1億2626万人（2019年）          | 日本はガンビアの約53.8倍 |
| 国土面積    | 1万1300km²                 | 37万7972 km²                   | 日本はガンビアの約33.4倍 |
| 首都        | バンジュール               | 東京都                         |                          |
| 最大都市    | セレクンダ                 | 東京都区部                     |                          |
| 政体        | 共和制 大統領制            | （民主制）議院内閣制           |                          |
| 公用語      | 英語                       | 日本語（事実上）               |                          |
| 国教        | なし                       | なし                           |                          |
| GDP（名目） | 18億2607万米ドル（2019年） | 5兆819億6954万米ドル（2019年） | 日本はガンビアの約2783倍 |
| 地図        |                            |                                |                          |

## 歴史

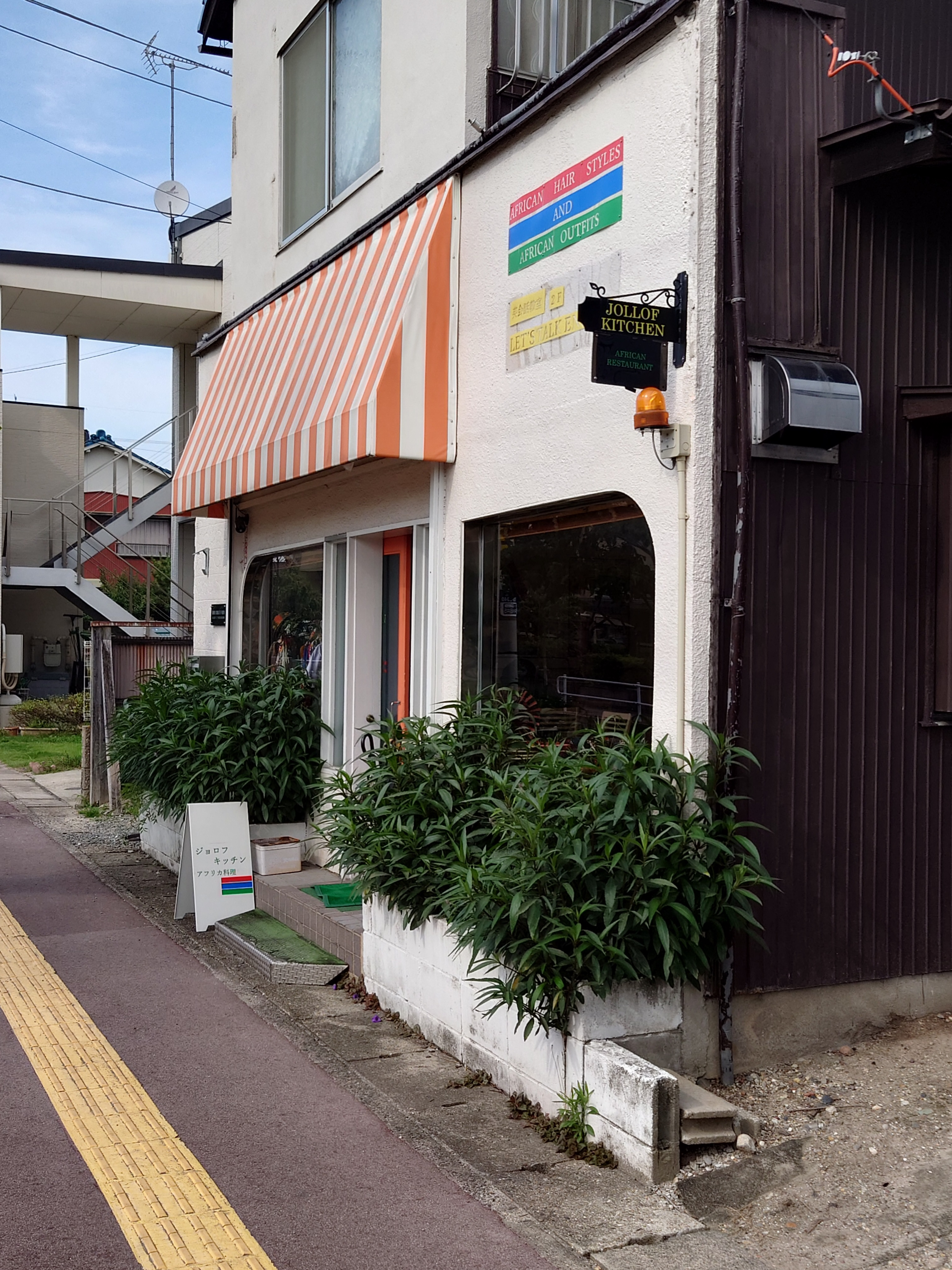
名古屋市西区にあるジョロフキッチンというアフリカンレストランは、在名古屋ガンビア共和国名誉総領事館を兼ねている。

1965年2月18日、ガンビアはイギリスから独立し、日本はほぼ同時にこれを承認。両国間に国交が結ばれ、1967年から同国を駐セネガル日本国大使館が兼轄している。一方で、ガンビアは日本に大使館や領事館を設置していない。ただし、ガンビアは在名古屋名誉総領事を任命しており、日本も在バンジュール名誉総領事を任命している。
1982年にガンビアは海岸線以外自国を取り囲むように存在する隣国、セネガルと国家連合を形成し、セネガンビア国家連合となった。これにより、一度外交関係はセネガルのものと一本化されたが、1989年に国家連合が解消されると個別の国交が復活している。

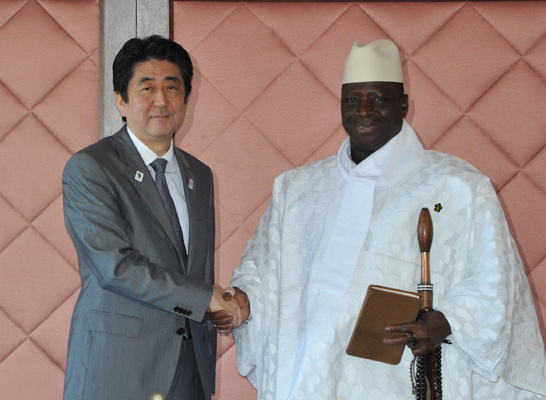
TICAD V開催時、安倍晋三と会談するジャメ大統領（2013年6月2日）

1970年から1990年にかけては初代ガンビア大統領ダウダ・ジャワラが、平成の即位の礼などの為に六度も日本を訪れていた。2013年6月にはアフリカ開発会議出席の為、大統領のヤヒヤ・ジャメが来日。その期間中に当時総理大臣であった安倍晋三と首脳会談を行い、日本が行ってきた様々な援助について感謝の意がガンビア側から示されるとともに、日本企業のガンビア進出やさらなる支援も話し合われた。

## 支援・貿易
ガンビアの主要援助国はイギリス、アメリカ合衆国、スペイン、ドイツ、スウェーデンなどである。日本も少なからず開発援助をしており、1976年の「漁船増強計画」に係る無償資金協力からその歴史は始まる。1994年のクーデター以後は、緊急かつ人道的な援助を除き原則として新規の援助を見合わせていたが、クーデターを首謀した軍人ヤヒヤ・ジャメが民主的な選挙で大統領に選出され1997年に民政に移管すると援助を再開し、2005年には技術協力協定を締結した。現在では、水産・農業・防災分野における技術提供や機材給与・施設建設、基礎生活分野の改善、食糧援助や鉱物資源開発を中心に援助を行っており、2017年までの累計援助額は200億円を超える。また、2015年にはガンビアの近隣国であるギニアやリベリアでエボラ出血熱が流行した事から、日本は事前にガンビアにエボラ出血熱予防対策の関する支援を行っている。
貿易関係は、ガンビアの2019年対日輸出額が2885万円に対し対日輸入は3億3762万円とガンビアの赤字となっている。主要な輸出品目は飼料（ガンビアの特産品である米やトウモロコシ）や美術品などで、主要な輸入品は機械類などとなっている。ガンビアは最貧国である事から両国の間に観光客の往来はほとんどなく、在留邦人も2018年時点でわずか5人に留まっている。

## 事件
2023年5月3日兵庫県神戸市の瑞丘八幡神社で敬虔なイスラム教徒のガンビア国籍の男が、自身の宗教的信念に基づき、アラー以外の神を祀っているという理由で賽銭箱を破壊し、偶像を崇拝している廉で数体の地蔵菩薩の首を切断する事件を起こし、器物破壊の疑いで逮捕された。調べに対し容疑者は「アラーの他に神はいない。ここに神様はいない」といった趣旨の話をし、警察の逮捕の違法性を主張した。

## 外交使節

### 駐日ガンビア大使
なし